# Antoni Kresa
Antoni Kresa (ur. 19 stycznia 1895 w Miedniku, zm. 31 marca 1941 w KL Auschwitz) – kapłan katolicki, profesor i wicerektor seminarium w Janowie Podlaskim, uczestnik konspiracji.

## Życiorys
Był pierworodnym synem Franciszka i Julii. Uczęszczał do szkoły w Stoczku Węgrowskim. Następnie (1910-1914) kształcił się w gimnazjum w Warszawie i Gostyninie. Od 1913 przygotowywał się do stanu kapłańskiego w seminarium w Płocku. Święcenia otrzymał w czerwcu 1919 w Janowie Podlaskim (rok wcześniej utworzono tu seminarium, gdzie się przeniósł).
W czasie wojny polsko-bolszewickiej pełnił posługę kapelana.
Studiował na KUL, Angelicum w Rzymie oraz we Francji i Belgii. Po powrocie do kraju w 1927 został wicerektorem seminarium w Janowie Podlaskim.
W 1929 został proboszczem w Okrzei. Dzięki jego zaangażowaniu powstał Kopiec Henryka Sienkiewicza.
Uczestnicząc w konspiracji w czasie II wojny światowej, został aresztowany 16 września 1940. Przetrzymywany w Adamowie i Radzyniu Podlaskim, trafił w końcu na zamek lubelski, skąd 9 stycznia 1941 przetransportowano go do KL Auschwitz. Jako więzień polityczny (numer 8671) został rozstrzelany.